# Ligne Sakaisuji
La ligne Sakaisuji (堺筋線, さかいすじせん, Sakaisuji-sen) est une ligne du métro d'Osaka au Japon. Elle relie la station de Tenjimbashisuji 6-chōme à celle de Tengachaya. Sur les cartes, sa couleur est marron, et la ligne est identifiée avec la lettre K.

## Histoire
La ligne Sakaisuji est inaugurée le 6 décembre 1969 entre Tenjimbashisuji 6-chome et Dobutsuen-mae. La ligne est prolongée à Tengachaya le 4 mars 1993.
Depuis le 1er avril 2018, la ligne n'est plus exploitée par le Bureau municipal des transports d'Osaka mais par la compagnie privée Osaka Metro.

## Caractéristiques

### Ligne
- Écartement : 1 435 mm
- Alimentation : 1 500 V par caténaire
- Vitesse maximale : 70 km/h

### Tracé
Longue de 8,1 km, la ligne traverse Osaka du nord au sud en passant par les arrondissements de Kita, Chūō, Naniwa et Nishinari. La majorité du tracé de la ligne suit le boulevard Sakaisuji, d'où son nom.
|  |

### Services et interconnexion
La ligne Sakaisuji est interconnectée au réseau Hankyu à Tenjinbashisuji 6-chome. La ligne Sakaisuji permet donc aux passagers des lignes Hankyu Kyoto et Hankyu Senri d'atteindre le centre-ville d'Osaka sans avoir à passer par le hub d'Umeda.
Dans le sens nord-sud (Tenjinbashisuji 6-chome jusqu'à Tengachaya), toutes les stations sont desservies par toutes les missions.
Dans le sens sud-nord, toutes les stations sont également desservies, les missions pouvant se terminer à différentes stations ou gares :
- Tenjinbashisuji 6-chome
- Kita-senri
- Shōjaku
- Takatsuki-shi
- Kyoto-Kawaramachi, service semi-express

### Liste des stations
La ligne Sakaisuji comporte 10 stations, identifiées de K11 à K20.
| Numéro | Station                 | Nom japonais   | Distance (km) | Correspondances | Arrondissement |
| ------ | ----------------------- | -------------- | ------------- | --- | -------------- |
| K11    | Tenjinbashisuji 6-chome | 天神橋筋六丁目 | 0             | Hankyu : Senri (interconnexion) Métro d'Osaka : Tanimachi                                                                     | Kita           |
| K12    | Ogimachi                | 扇町           | 0,7           | JR West : Ligne circulaire d'Osaka (à Temma)                                                                                  | Kita           |
| K13    | Minami-Morimachi        | 南森町         | 1,3           | Métro d'Osaka : Tanimachi JR West : JR Tōzai (à Ōsakatemmangū)                                                                | Kita           |
| K14    | Kitahama                | 北浜           | 2,1           | Keihan : Keihan | Chūō           |
| K15    | Sakaisuji-Hommachi      | 堺筋本町       | 3,0           | Métro d'Osaka : Chūō | Chūō           |
| K16    | Nagahoribashi           | 長堀橋         | 4,0           | Métro d'Osaka : Nagahori Tsurumi-ryokuchi                                                                                     | Chūō           |
| K17    | Nippombashi             | 日本橋         | 4,9           | Métro d'Osaka : Sennichimae Kintetsu : Ligne Kintetsu Namba (à Kintetsu-Nippombashi)                                          | Chūō           |
| K18    | Ebisucho                | 恵美須町       | 5,9           | Tramway d'Osaka : Hankai | Naniwa         |
| K19    | Dobutsuen-mae           | 動物園前       | 6,6           | Métro d'Osaka : Midōsuji JR West : ligne circulaire d'Osaka, Yamatoji (à Shin-Imamiya) Nankai : Nankai, Kōya (à Shin-Imamiya) | Nishinari      |
| K20    | Tengachaya              | 天下茶屋       | 8,1           | Nankai : Nankai, Kōya | Nishinari      |

## Matériel roulant
Les trains de la ligne Sakaisuji circulent en formation de 8 voitures, sous forme d'une seule rame ou de deux rames couplées 6+2. Tous les trains sont composés par des voitures avec 3 portes par côté.
La ligne est parcourue par les rames de la compagnie Osaka Metro suivantes :
- Série 66 (depuis 1990) : 17 rames de 8 voitures

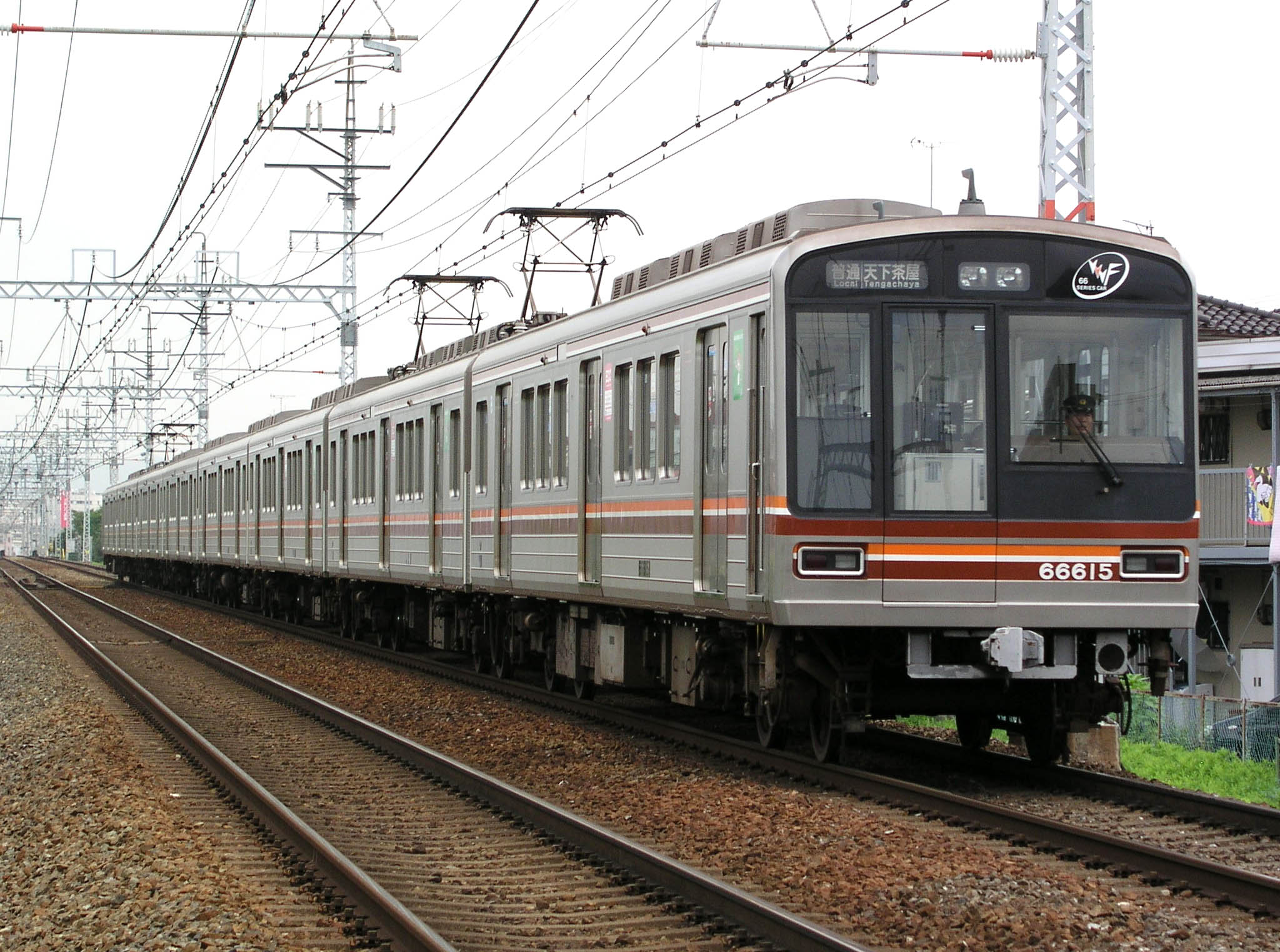
Série 66

La ligne est parcourue par les rames de la compagnie Hankyu suivantes :

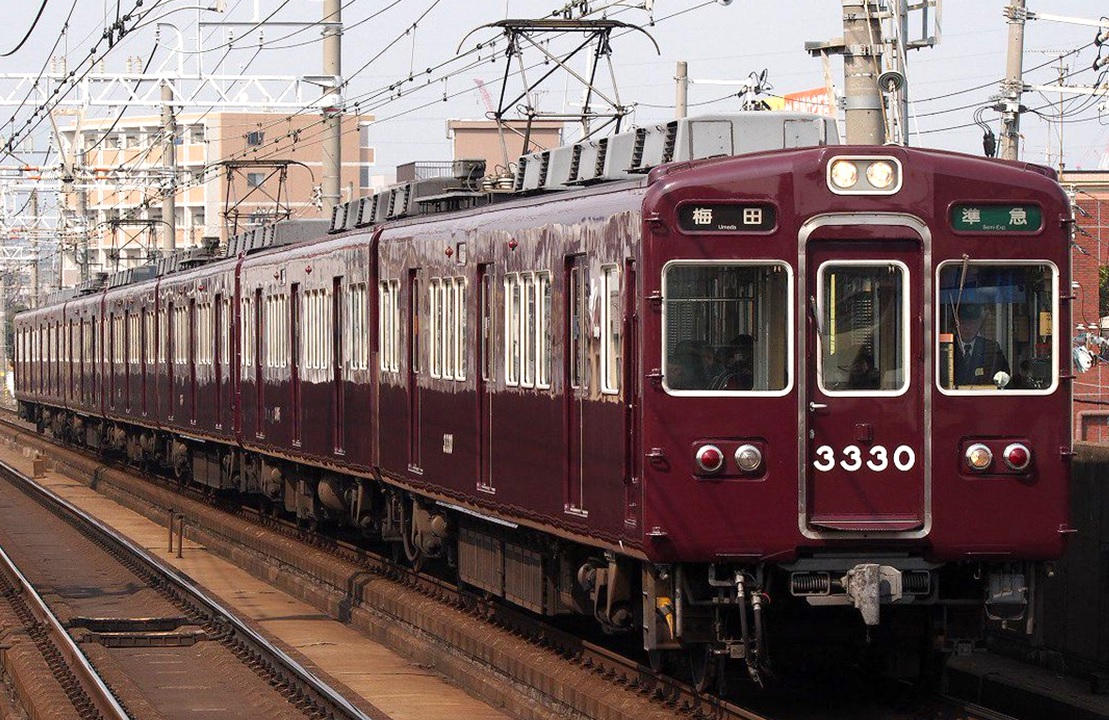
Série 3300 (depuis 1969)
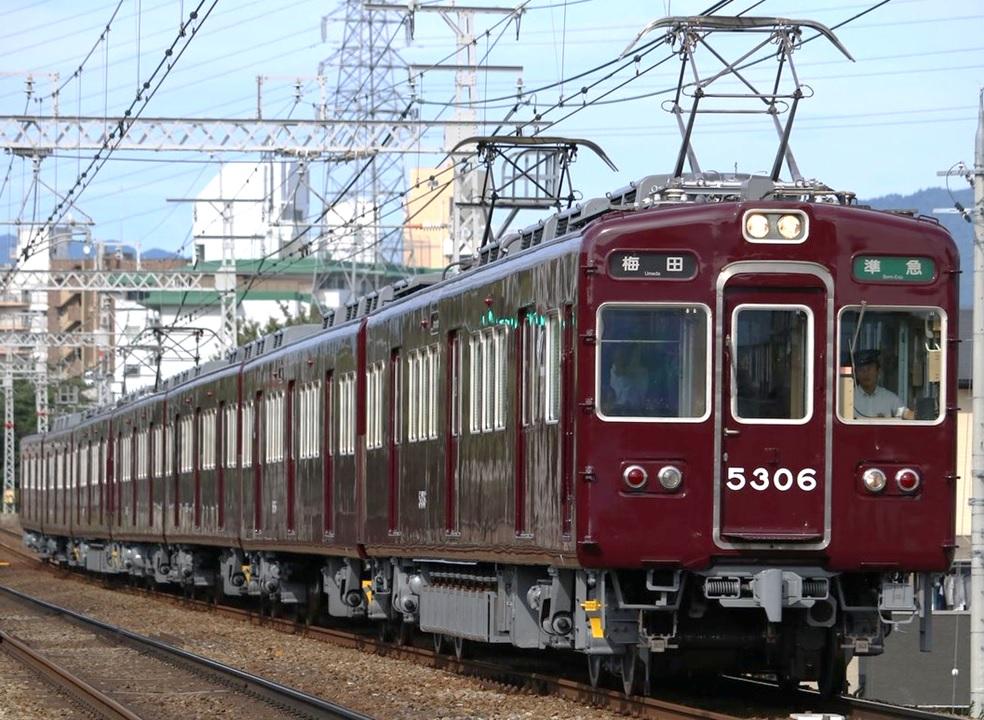
Série 5300 (depuis 1979)
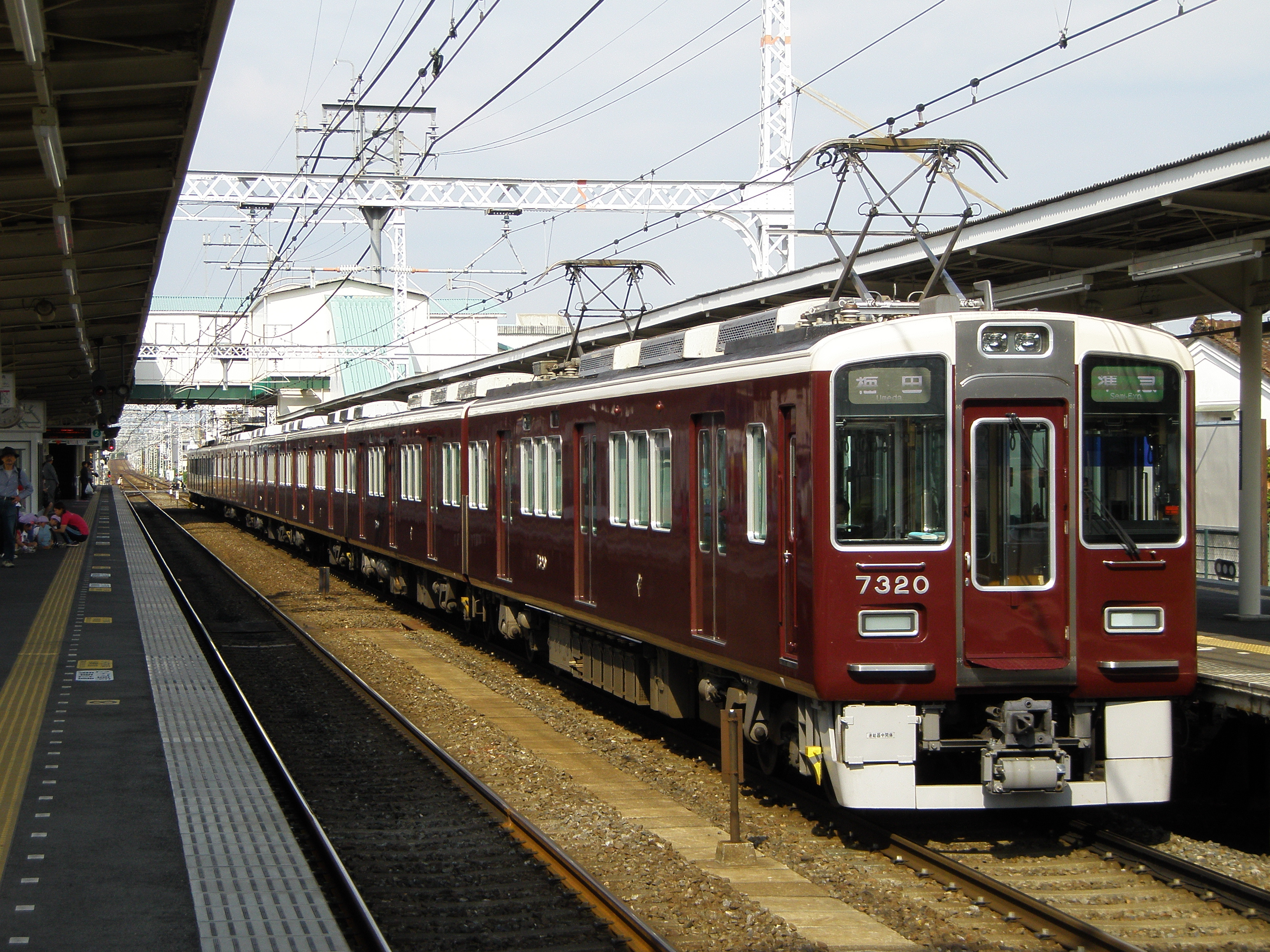
Série 7300 (depuis 1989)
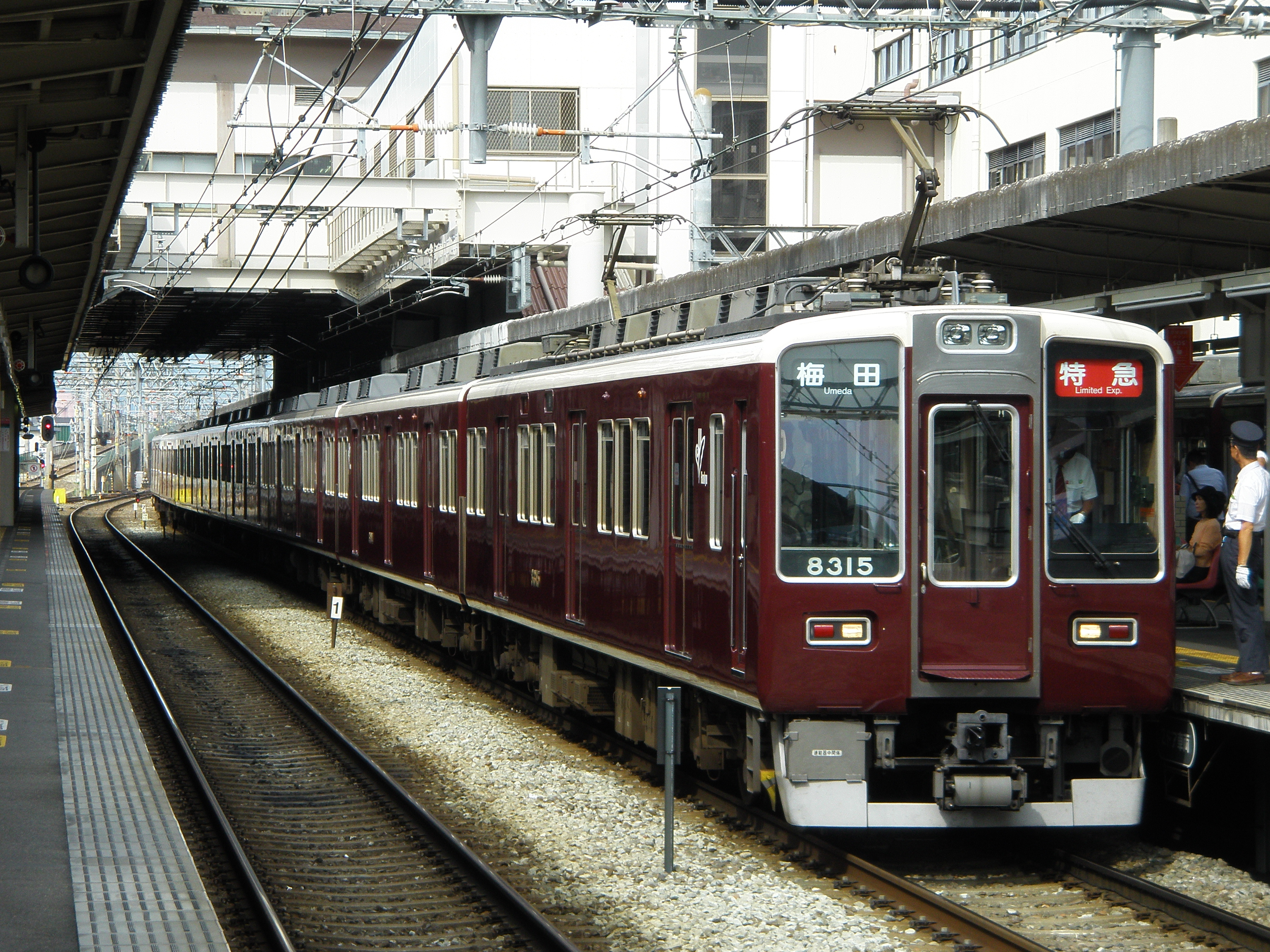
Série 8300 (depuis 1989)
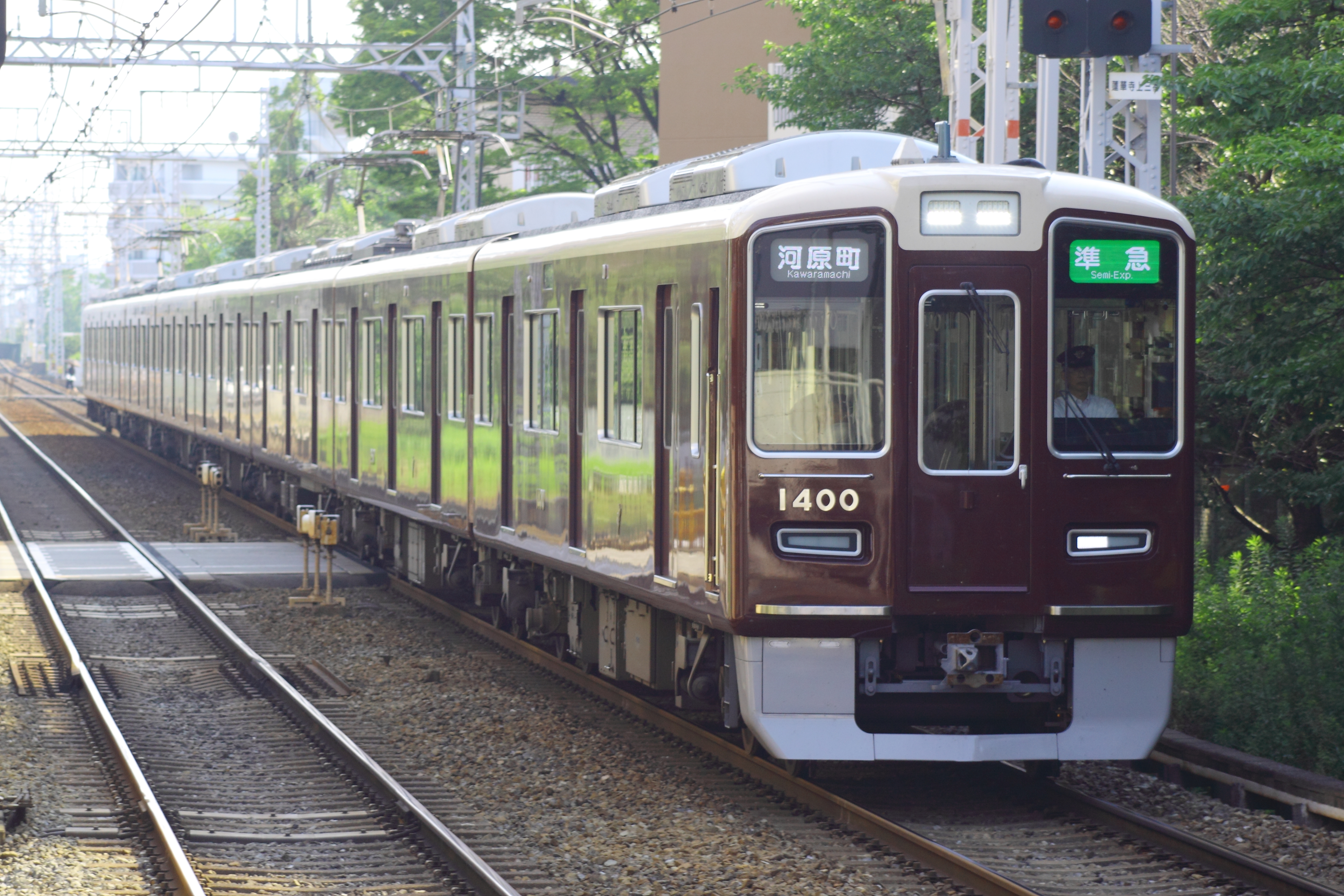
Série 1300 (depuis 2014)

- Série 3300
- Série 5300
- Série 7300
- Série 8300
- Série 1300